# کاکل‌فری‌های کرگ‌سان
کاکل‌فری‌های کرگ‌سان (نام علمی: Crax) یکی از سرده‌های کاکل‌فری از راسته ماکیان‌سانان، دسته‌ای از پرندگان بزرگ، سنگین‌وزن و زمین‌خوار است. آنها از مناطق گرمسیری آمریکای جنوبی با یک گونه به نام کاکل‌فری بزرگ شناخته می‌شوند که از شمال آمریکای مرکزی تا مکزیک را شامل می‌شود. کاکل‌فری‌ها در این سرده به دلیل دوشکلی جنسی خود شناخته شده‌اند. نرها پررنگ‌تر از ماده‌ها هستند و تزیینات صورت مانند تاجواره‌ها و غبغبک‌ها دارند. آنها همچنین با تاج‌های مجعد و پوشپرهای مخرجگاه با رنگ متضاد (ناحیه پیرامون پارگین) مشخص می‌شوند. کاکل‌فری‌های Crax احتمالاً به عنوان یک دودمان متمایز در طول میوسن پسین سرچشمه گرفته است. در طول دوره مسین، نیاکان کاکل‌فری‌های کرگ‌سان به دو دودمان تقسیم شد که توسط آندهای کلمبیایی و کوردیلرا د مریدا که در آن زمان بالا رفتند، از هم جدا شدند. دودمان شمالی به کاکل‌فری‌های بزرگ، نوک‌آبی و زرد تابیده می‌شد، در حالی که چهار گونه جنوبی با بالا آمدن رشته‌کوه‌های مختلف از هم جدا شدند.

### گونه‌ها
این سرده دارای ۷ گونه است:
| تصویر | نام علمی          | نام رایج               | پراکندگی |
| ----- | ----------------- | ---------------------- | --- |
|       | Crax rubra        | کاکل‌فری بزرگ           | شرق مکزیک، از طریق آمریکای مرکزی تا غرب کلمبیا و شمال غربی اکوادور                                                                               |
|       | Crax alberti      | کوراسو با صورتحساب آبی | کلمبیا |
|       | Crax daubentoni   | کاکل‌فری تاج‌زرد         | کلمبیا و ونزوئلا |
|       | Crax globulosa    | کاکل‌فری غبغب‌دار        | حوضه غربی آمازون در آمریکای جنوبی |
|       | Crax blumenbachii | کاکل‌فری نوک‌سرخ         | اسپریتو سانتو، باهیا و میناس گرایس در جنوب شرقی برزیل                                                                                            |
|       | Crax fasciolataا  | کاکل‌فری رخ‌برهنه        | شرق مرکزی و جنوب برزیل، پاراگوئه، و شرق بولیوی، و منتهی الیه شمال شرقی آرژانتین                                                                  |
|       | Crax alector      | کاکل‌فری سیاه           | شمال آمریکای جنوبی در کلمبیا، ونزوئلا، گویانا و شمال برزیل. معرفی شده به باهاما، کوبا، جامائیکا، هائیتی، جمهوری دومینیکن، پورتوریکو و آنتیل کوچک |